# Nana Asma’u
Nana Asma’u ou Asma bint shehu Ousman dan Fodio (1793-1864) était une princesse peule, poète et enseignante. Elle est la fille du fondateur du sultanat de Sokoto, le Shehu Ousman dan Fodio et d’une de ses femmes, Maimuna. Nana Asma’u a initié un système d’éducation pour les femmes de Sokoto. Elle est également célèbre pour avoir écrit un grand nombre d’ouvrages et d’œuvres littéraires et savantes. Elle est considérée par beaucoup aujourd’hui comme un exemple de femme intellectuelle et indépendante dans l’histoire musulmane africaine et demeure une figure importante dans le nord du Nigéria.

## Biographie
Nana Asma’u est née vers 1793. Elle a été nommée Asma’u en hommage à Asma bint Abu Bakr la fille du compagnon du prophète Mahomet, Abou Bakr As-Siddiq. Nana Asma avait un frère jumeau nommé Hassan mort en 1817. Son enfance s’est déroulée pendant le jihad d’Ousman dan Fodio (1804-1808), une série de conflits menés contre les royaumes haoussas. À l’issue du Jihad, Ousmane dan Fodio établit le sultanat de Sokoto, un empire islamique d’une superficie de 400 000 km2, situé dans le nord du Nigéria actuel. Nana Asma’u est la fille du premier sultan de Sokoto et la sœur du deuxième sultan, Mohammed Bello. Elle épouse Gidado b. Laima, qui fut le compagnon et le vizir de Mohamed Bello avec qui elle a eu cinq fils.
Nana Asma’u devient conseillère de son frère lorsqu’il succède à leur père Ousman dan Fodio, conseillant Mohammed Bello et son entourage tout au long de son règne jusqu’à sa mort en 1837, ainsi que ses sœurs Maryam et Fatima et les femmes d’Ousman dan Fodio, Aïsha et Hawwa. En effet, à partir de 1805, les femmes de la famille du calife sont devenues très importantes et jouent un rôle politique et produisent des œuvres littéraires à Sokoto. Ayant grandi dans une famille de lettrés et de savants musulmans, comme ses frères Asma’u a reçu une éducation coranique poussée. Ousman dan Fodio et ses fidèles, suivant les traditions des Suffis qadiriyya, se consacraient au partage du savoir, particulièrement de la Sunnah, texte islamique qui conte la vie du prophète Mahomet. Pour eux, apprendre sans enseigner n’aurait pas de sens, c’est sans doute l’un des facteurs qui explique que Nana Asma’u qui a grandi dans cette tradition a accordé tout au long de sa vie une grande importance à l’éducation des femmes. Comme plusieurs membres de sa famille, elle est aussi devenue une autrice prolifique.

## Écrivaine et conseillère
Nana Asma’u parlait quatre langues : l'arabe, le peul, le haoussa, et le tamasheq et maitrisait la culture écrite en arabe et en ajami. Elle a entretenu plusieurs correspondances dans ces langues avec des notables d’autres villes du califat et même au-delà. En tant que collaboratrice politique de la cour du sultanat de Sokoto, elle a rédigé plusieurs textes dont la fonction, comme les autres écrits produits par les élites de Sokoto, était de servir de guide sous forme d’archives aux futures générations de dirigeants. Soixante œuvres de Nana Asma, rédigées sur une période de 40 ans, nous sont parvenues. Elle puisa son inspiration dans les poésies traditionnelles arabes ainsi que dans des chants populaires peuls, ce qui fait qu’aujourd’hui, la majorité de ses poèmes sont écrits en arabe, en peul et en haoussa rédigés en caractères arabes. Parmi les œuvres de Nana Asma, figurent des récits historiques, des épopées, des élégies, des lamentations et des admonitions. Elle a écrit beaucoup d’élégies dans lesquelles elle glorifiait les œuvres et l’héritage de son père. Sa première élégie a été écrite en 1830 et la dernière en 1865. En plus de ses écrits littéraires, Nana Asma a traduit vers d’autres langues que l’arabe de nombreux textes, dont certains écrits par son frère Mohammed Bello comme : Kitàb al-Nisha écrit en 1836. Par ailleurs, ses poèmes centrés sur l’éducation islamique sont devenus des outils pour enseigner les principes fondamentaux du califat aux populations. Les historiens et les historiennes ont remarqué que ses écrits comportaient souvent des réponses à des évènements qui se déroulaient au moment de leur production. Par exemple, en 1821 elle écrit un poème en peul appelé Fa’inna ma’a a’sur yasuran contre le chef touareg Ibra qui avait envahi le sultanat et aussi un récit en prose intitulé Wakar Gewaye (« le voyage ») portant sur le jihad de son père.

## l'Éducation des femmes
Des politiques d’éducation en direction des filles avaient déjà été menées par Ousman dan Fodio. Au sein de sa famille de clercs musulmans, sa mère et sa grand-mère étaient des femmes éduquées et des savantes. Ousman dan Fodio considérait que l’éducation et les valeurs religieuses devaient se transmettre au sein de la famille, notamment par les femmes et pour cette raison il était favorable à leur éducation par la mise en œuvre de moyens pour leur permettre de suivre des enseignements. Les femmes peules et les femmes de l’élite urbaine, notamment les femmes marginalisées (les divorcées par exemple) étaient particulièrement encouragées à suivre ces enseignements, Nana Asma u faisait venir ces femmes en toute sécurité et respectabilité . Avant les jihads, Ousmane dan Fodio avait enseigné dans les milieux commerçants haoussas, et ses enseignements, très suivis, étaient alors ouverts aux femmes comme aux hommes. Avec le succès des campagnes de jihads, après 1808, l’importance accordée à la question de l’éducation des femmes s’est accentuée.
Au sein du sultanat, Nana Asma’u était responsable de l’éducation des femmes. Elle s’intéressait particulièrement au rôle des femmes dans le gouvernement et leurs droits au sein de la communauté musulmane de Sokoto. Jusqu’en 1815, elle dispensait des enseignements au sein de sa propre maison, où elle vivait avec son mari et ses enfants, puis, les réunions se tinrent dans l’ancienne demeure d’Ousmane dan Fodio, là où se trouvait sa tombe. Peu à peu ses enseignements ont acquis une importante réputation et de nombreuses femmes d’autres villes et villages venaient à Sokoto pour recevoir une éducation. Nana Asma’u a alors créé, vers 1830, un collectif de femmes enseignantes appelé jajiss, celles-ci voyageaient à travers le califat pour éduquer les femmes dans des maisons d’études. Chacune de ces jajiss s'appuyait sur les travaux de Nana Asma et d’autres savants soufis, dont les moyens mnémotechniques facilitaient la mémorisation , Nana Asma offrait aux jajiss un chapeau traditionnel symbole des prêtresses animistes haoussas de Gobir, qui s’attachait avec un turban rouge. Les jajiss sont devenus des symboles du nouvel État, du nouvel ordre, et de l’enseignement de l’Islam même en dehors des communautés de femmes, musulmanes ou non musulmanes

Vers 1850, elle crée aussi le mouvement innovateur des Yan Taru, « le collectif », dont le nom fait référence à un groupe de femmes qui apprennent ensemble et forment une sororité et qui avait pour but d’éduquer et de responsabiliser les femmes du sultanat de Sokoto. Ces femmes devaient effectuer collectivement des déplacements auprès d’autres enseignants. Les jajiss dirigeaient ces cortèges de femmes lors des pèlerinages. La procession de femmes se déplaçait sans escorte en chantant et en campant dehors. Le mouvement des Yan Taru était principalement réservé aux jeunes filles et aux femmes d’âge mûr. Les femmes mariées avec des responsabilités familiales ne participaient pas, mais offraient des aumônes via celles qui pouvaient s’y rendre. Nana Asma’u utilisait ces aumônes pour ses œuvres caritatives. Les Yan Taru sont toujours une association de pèlerinage de femmes aujourd’hui à Sokoto.

## Héritage contemporain
L’Héritage de Nana Asma’u ne repose pas seulement sur ses œuvres littéraires et savantes, mais aussi sur le rôle qu’elle a joué dans la propagation des valeurs du sultanat de Sokoto. Aujourd’hui, dans le nord du Nigéria, des organisations de femmes musulmanes, des écoles et des lieux de réunions portent souvent son nom. La figure de Nana Asma’u est réapparue dans le débat public autour des discussions sur le rôle des femmes dans l’Islam au XXe siècle. Elle fait l’objet de nombreuses études, notamment celle de Jean Boyd dans The Caliph's Sister : Nana Asma'u 1793–1865 : Teacher, Poet and Islamic Leader (1989). L’autrice remarque l’importance de ses textes qui permettent de remettre en cause de nombreux stéréotypes sur les femmes dans l’histoire de l’Afrique. Elle est aussi sujet de l’ouvrage One Woman's Jihad : Nana Asma'u, Scholar and Scribe de Beverly B. Mack et Jean Boyd (2000). L’ouvrage The Collected Works of Nana Asma'u, Daughter of Usman dan Fodiyo 1793–1864, édité par Boyd et Mack est publié en 1997. Un extrait de Lamentations pour Aysha II de Nana Asma est inclus dans l’anthologie New daughters of Africa (2019) éditée par Margaret Busby. En 2019 le gouverneur qui dirigeait le ministère des terres et du logement de l’état de Sokoto, Aminu Waziri Tambuwal a proposé des terres pour construire une Université de sciences médicales appelée Nana Asma’u University of medical sciences à Sokoto financé par la Sultan Foundation.